# 张思忠 (辽朝)
張思忠（975年—1038年），辽朝官员，

## 生平
历任东西头供奉官、权阁门通事舍人、黄龙府节度副使。奉使回还，历任黔州刺史、义州刺史。在就任济州刺史、知上京南中作使之前，染病，于重熙七年（1038年）冬去世，年六十四岁。

## 家族
祖父张谏，朔州节度使、上将军。父亲张正嵩，济州刺史。
子七人：张可举、上京省仓兼车子院都监；张可从，王府文学；张可奂，乾州内库都监；张可巽；张吴哥，出家；张公献，内供奉班祗候；张公谨，习进士业。